# Sagami (fiume)
Il Sagami è un fiume del Giappone situato tra le prefetture di Yamanashi e Kanagawa, nell'isola di Honshū.

## Nomenclatura
È anche definito Ayugawa, da ayu, che significa "pesce di acqua dolce", dal momento che in passato ne era sensibilmente abbondante. La porzione superiore del fiume, che attraversa la prefettura di Yamanashi, prende generalmente il nome di "Katsuragawa", mentre la parte più bassa, nei pressi della foce, viene detta "Banyugawa".

## Descrizione

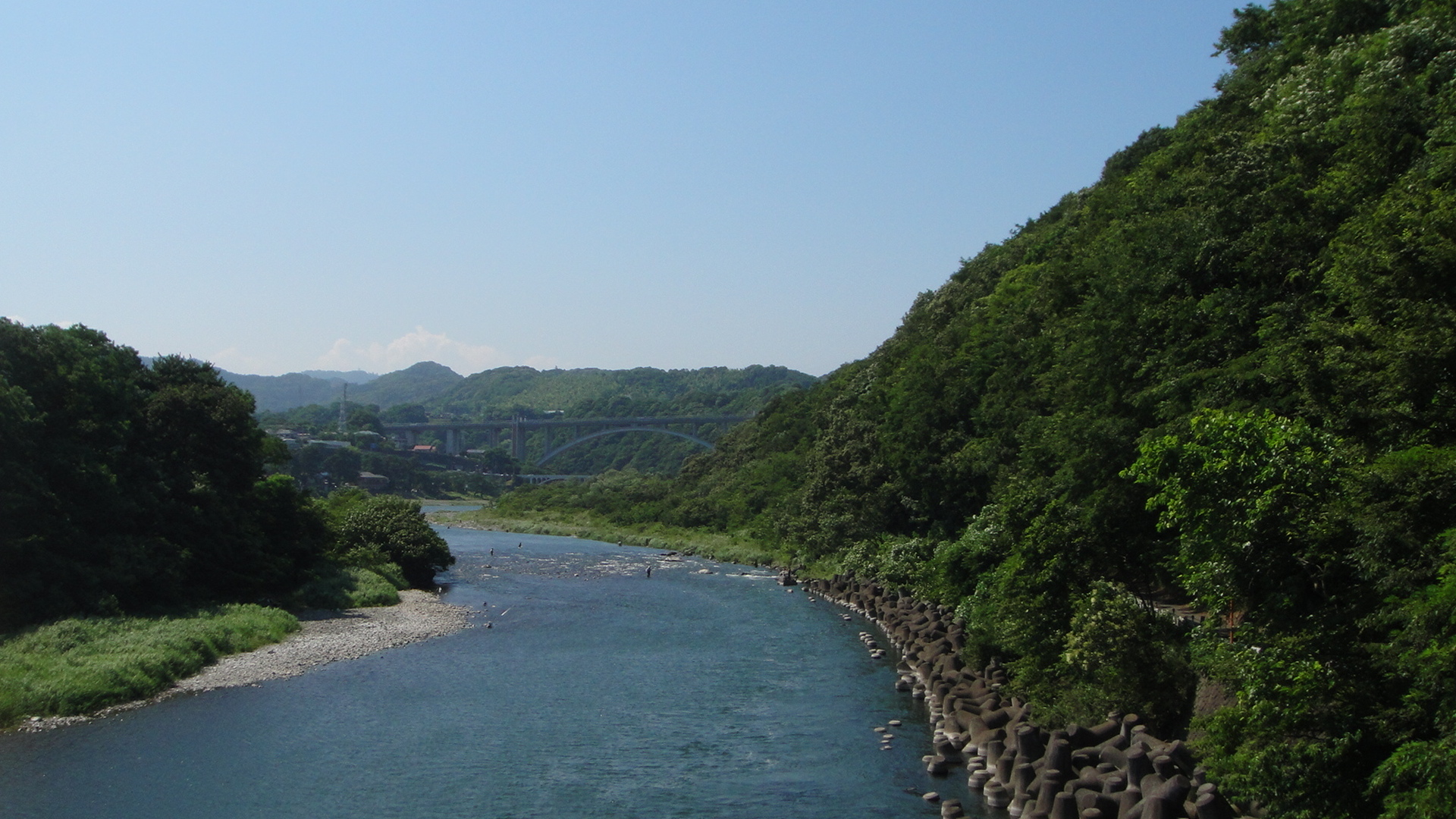
Un tratto del fiume Sagami all'altezza di Sagamihara

Il Sagami è il principale emissario del Lago Yamanaka, il più orientale dei cinque laghi che circondano il Fuji e, dopo un corso che solca parte della prefettura di Yamanashi e va a creare diverse dighe e cateratte (la più famosa delle quali è il Lago Sagami), sfocia nella Baia di Sagami, nell'Oceano Pacifico, dividendo nettamente in due gli agglomerati delle città di Hiratsuka (sulla sponda ovest) e Chigasaki (a est).
Nella zona del basso corso, il fiume forma delle sorta di argini naturali, che portano all'aggregarsi di intere pianure alluvionali, impedendo in questo modo al bacino principali di ramificarsi in più delta allo sbocco nel Pacifico. Molte zone del terrapieno del letto sono inoltre emerse dal bacino acquoso, a causa di frequenti eruzioni del Fuji. Per via del suo favorevole dislivello, sono state costruite, a partire soprattutto dagli anni trenta, una serie di centrali idroelettriche per lo sviluppo della zona industriale di confine tra le due prefetture.